# Bambagia silicea
La bambagia silicea o capelli d'angelo (traduzione italiana del termine inglese Angel Hair, detti Fils de la Vierge in francese, Fibralvinas in portoghese, Baba Satánica in spagnolo) è una sostanza appiccicosa e filamentosa di colore bianco che cadrebbe dal cielo sia in concomitanza di avvistamenti UFO sia in presenza di apparizioni della Vergine Maria. La sostanza è descritta come simile alle ragnatele dei ragni o alla gelatina.
In alcuni casi il fatto è stato spiegato scientificamente come un fenomeno naturale in quanto si trattava effettivamente di ragnatele prodotte da alcune specie di ragni per migrare. In altri casi, come quello avvenuto ad Évora in Portogallo, le analisi effettuate sopra i campioni hanno stabilito che questi filamenti sono di natura organica.
Secondo quanto dichiarato dai testimoni, i capelli d'angelo si disintegrerebbero o evaporerebbero poco tempo dopo la loro formazione.
I capelli d'angelo sono un aspetto importante della religione ufologica nota come Movimento raeliano, ed è teoria di molti ufologi che essi sarebbero creati da "aria ionizzata che si stacca da un campo elettromagnetico" che circonda un UFO.

## Avvistamenti
Esistono molte segnalazioni documentate di cadute di capelli d'angelo in tutto il mondo. La più antica risale al 1561 in concomitanza col fenomeno celeste di Norimberga.
Il fenomeno venne poi segnalato anche in concomitanza col Miracolo del sole a Fátima il 13 settembre e nell'ottobre 1917.
Il 13 ottobre 1917 il fenomeno si verificò a Cova da Iria. Tale fenomeno si verificò nuovamente nella stessa località il 17 ottobre 1957.
Il fenomeno più diffuso di caduta di capelli d'angelo si è verificato ad Oloron-Sainte-Marie, in Francia, nel 1952, quando "grandi fiocchi" caddero da un cielo quasi senza nuvole.
Il 27 ottobre 1954, Gennaro Lucetti e Pietro Lastrucci riportaro di aver visto dal balcone di un albergo in piazza San Marco a Venezia due oggetti volanti attraversare il cielo lasciando cadere una scia di capelli d'angelo.
Sempre il 27 ottobre 1954 a Firenze furono avvistati sopra la cattedrale di Santa Maria del Fiore e sopra lo stadio Artemio Franchi numerosi oggetti non identificati. In seguito a questi avvistamenti si verificò, per circa mezz'ora, la caduta di filamenti appiccicosi.
In Nuova Zelanda e in Australia i giornali locali hanno riportato numerosi avvistamenti sin dagli anni '50, anche se molti sono stati identificati come ragnatele dopo essere stati analizzati.
Il 2 novembre 1959 la città di Évora in Portogallo è stata quasi interamente ricoperta dai capelli d'angelo, precipitati dal cielo poco dopo l'avvistamento di due UFO.
Il 20 ottobre 2014 il fenomeno è stato segnalato a Polonnaruwa, nello Sri Lanka.

## Origine del nome
Bambagia silicea fu coniato dal quotidiano fiorentino La Nazione all'indomani del caso del 1954. (cf. bambagia)
Invece, capelli d'angelo (con poi i vari termini in altre lingue) fu usato dall'ufologo Renato Vesco nel 1952, descrivendo il caso francese di avvistamento UFO di Oloron-Sainte-Marie e quello di Gaillac (17 e 27 ottobre). Vesco, infatti, sentì, alla caduta della bambagia, dei bambini gridare:
Il termine transalpino fils de la Vierge (fili della Vergine) fa riferimento al reperimento della bambagia silicea in certi casi risalenti ad alcuni secoli fa - e quasi sempre alcuni eventi del XIX secolo sono comunque citati dagli autori che hanno tentato di delineare una storia di questo fenomeno.

## Possibili spiegazioni
Esistono diverse possibili spiegazioni sul fenomeno sebbene esse non siano state tutte provate scientificamente e non tutte si possano adattare ai singoli casi di avvistamento.
- Alcuni tipi di ragni migrano attraverso l'aria, a volte anche in gran numero, su ragnatele volanti.[2] In alcuni casi, i capelli d'angelo si sono scoperti essere in realtà questi fili di ragno ed, in un'occasione, sono stati trovati alcuni piccoli ragni sul materiale.[10][14] I ragni Linyphiidae causano frequentemente piogge di fili sottili in Inghilterra e nell'emisfero settentrionale.[17] In Australia e Nuova Zelanda avvengono casi frequenti causati da diverse specie native di ragni e da alcuni specie Linyphiidae introdotte.[17]
- Secondo alcuni studiosi della Società italiana di fisica, l'elettricità atmosferica renderebbe le particelle di polvere polarizzate e le farebbe unire a diverse altre di esse fino a formare lunghi filamenti in grado di volare.[18]
- Alcuni campioni recuperati a Cova da Iria nel 1917 e nel 1957 furono inviati a Lisbona per essere esaminati. L'analisi ha rivelato che si trattava di un prodotto di origine vegetale e non animale.[13]
- Alcuni campioni dei filamenti bianchi caduti sopra Firenze nel 1954 furono raccolti dall'allora studente universitario Alfredo Iacopozzi ed inviati all'Istituto di Chimica Analitica dell'Università di Firenze. Il professor Giovanni Canneri li analizzò e concluse che si trattava di una sostanza a struttura fibrosa composta prevalentemente da vetro borosilicico. Secondo il CICAP, invece, i filamenti caduti su Firenze sarebbero dovuti alla tecnica del ballooning, usata dai ragni per migrare mentre gli oggetti volanti avvistati sarebbero in realtà stati solamente dei riflessi nel cielo causati dall'uso di chaff nel corso di esercitazioni militari sopra i cieli della città.[19]
- Secondo gli studiosi di fenomeni UFO si tratterebbero di:
  - Prodotti dell'aria ionizzata presente nel campo elettromagnetico che circonda gli UFO.[11]
  - Scorie di energia o energia in eccesso convertita in materia.[3]